# Jamaicaanse koningspalm
De Jamaicaanse Koningspalm (Roystonea princeps) is een bedreigde soort palm. Deze palmsoort is een endemische soort van het westen van het eiland Jamaica en is veel zeldzamer vergeleken met de koningspalm (Roystonea regia) van Cuba en Florida.
Ten zuiden van de badplaats Negril is een reservaat om deze endemische soort te beschermen.